# Lijst van heren en graven van den Bergh
Dit is een lijst van heren en graven van den Bergh.

## Huis de Monte

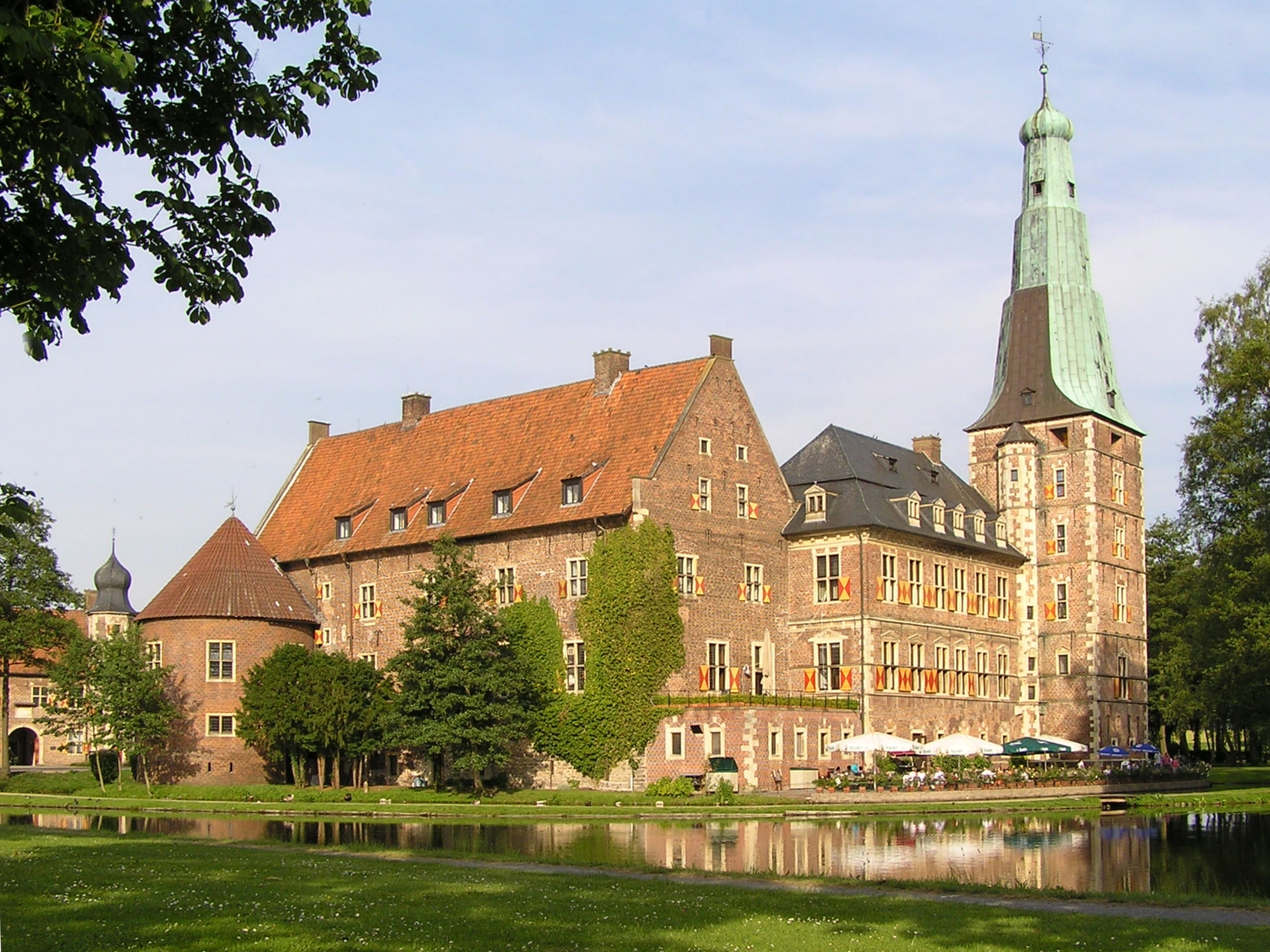
Slot Raesfeld Westfalen (2006)

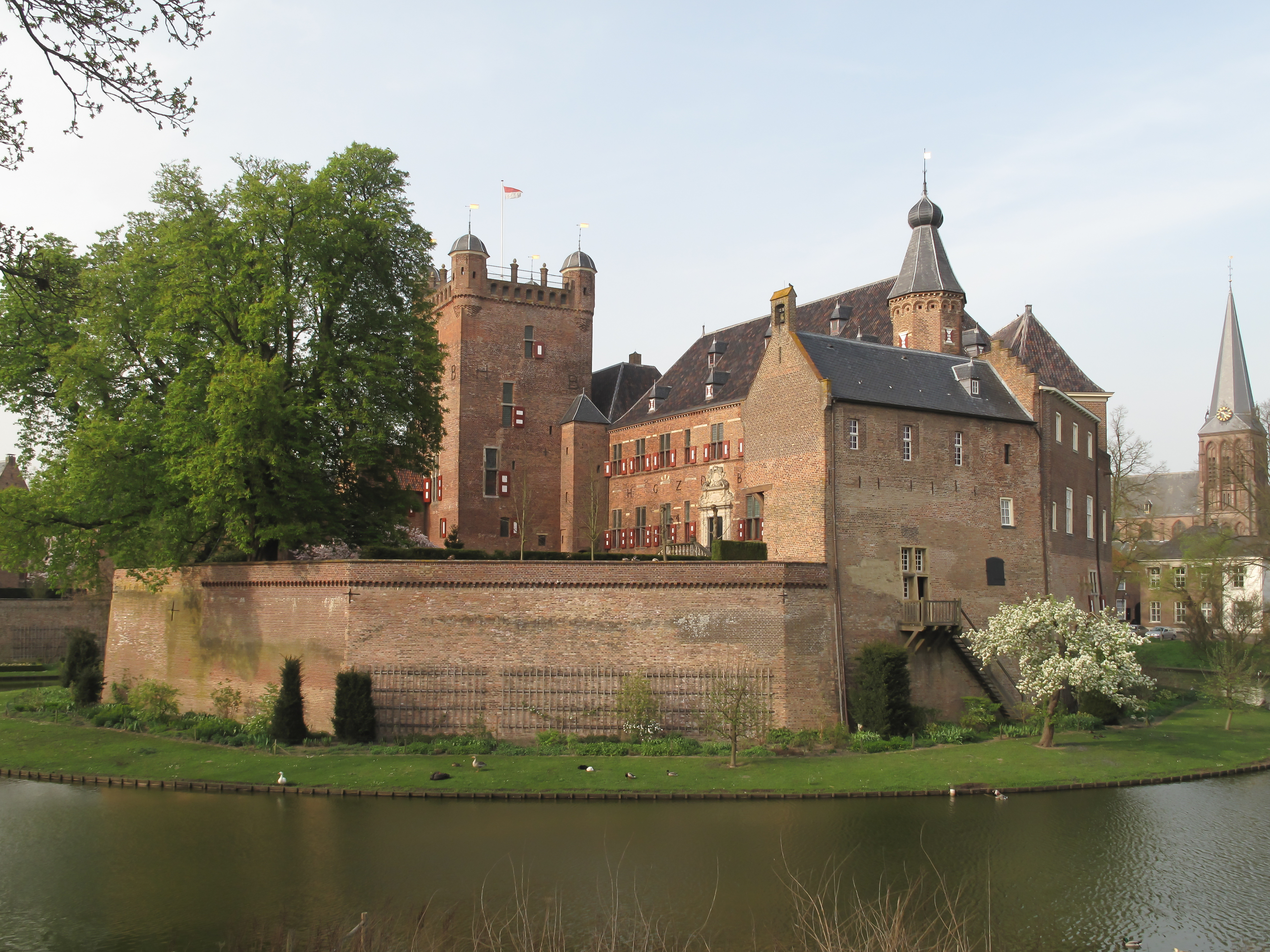
Huize Bergh

- vanaf 1105-ca. 1140: Constantinus de Monte of Berga (van den Bergh)
- ca. 1140-ca. 1170: Rabodo I
- ca. 1170-ca. 1220: Rabodo II, bezat Rabodinchoff, het huidige Raesfeld in Wesfalen dat hij waarschijnlijk door huwelijk had verkregen
- ca. 1220- 1250: Hendrik
- 1250-voor 1272: Adam I, stichtte rond 1250 in 's Heerenberg een kapel bij het reeds bestaande kasteel; verkocht in 1259 de burcht Raboding-Hof met het patronaatsrecht van de dorpskerk aan een verre verwant Symon von Gemen, die zich vervolgens Van Raesfelt ging noemen
- 1272-1280: Ymagina de Monte, weduwe van Adam I, had in 1272 de jurisdictie over het kerspel Zeddam
- 1280-1300: Frederik I, komt in 1272 voor als getuige van zijn moeder als Fredericus domicellus de Monte, in 1280 komt hij voor als Heer van den Bergh
- 1300-1325: Adam II
- 1325-1340: Frederik II
- 1340-1360: Adam III
- 1360-1400: Willem I
- 1400-1416: Frederik III

## HuisVan der Leck
- 1416-1465: Willem II van der Leck, kleinzoon
- 1465-1506: Oswald I
- 1506-1511: Willem III
- 1511/24-1546: Oswald II
- 1546-1586: Willem IV
- 1586-1611: Herman
- 1611-1656: Albert
- 1661-1712: Oswald III

## HuisHohenzollern-Bergh
- 1712-1737: Frans Willem
- 1737-1757: Johan Baptist de Dolle Graaf
- 1757-1787: Johanna Josepha Antonia van den Bergh

## HuisHohenzollern-Sigmaringen
- 1769-1785: Karel Frederik
- 1785-1831: Anton Aloysius
- 1831-1848: Karel
- 1848-1885: Karel Anton
- 1885-1905: Leopold
- 1905-1913: Willem

Willem van Hohenzollern verkocht het Huis Bergh in 1913 aan Jan Herman van Heek.